# 美麗的幽魂
〈美麗的幽魂〉（英語：Beautiful Ghosts）是美國創作歌手泰勒·斯威夫特的一首歌曲，於2019年11月15日發行，收錄於《CATS貓：電影原聲帶》中。這首歌由斯威夫特及貓 音樂劇作者安德魯·洛伊·韋伯共同創作，格雷格·威爾斯、韋伯及《CATS貓》的導演汤姆·霍伯共同製作。在電影中，這首歌由法蘭契絲卡·海沃德 飾演的 維多利亞演唱，官方單曲版及電影片尾由斯威夫特演唱。

## 背景及發行
作為一個概念，當時未命名的歌曲於2018年初首次報導，當時電影改編處於製作的早期階段。這首歌主要是為了維多利亞提供一種向觀眾介紹她的角色的方式，因為她在最初的舞台表演中僅通過手勢和舞蹈進行交流。斯威夫特描述這首歌：
一個年輕的聲音唱著〈美麗的幽魂〉，她想知道自己是否會過上光榮的日子。 她渴望所有人給她的歸屬感。 伸手去拿它，極度害怕在她年老的時候再也沒有像過去那樣美麗的幽魂了。
這首歌於2019年11月15日在數位下載平台及串流媒體發行，這個時間是電影上映的前一個月。

## 作曲
這首歌由斯威夫特及韋伯共同創作，這首歌總長4分鐘21秒， 它在E調中，從主歌的小調變成副歌中的大調，它的速度是每分鐘60次。這首歌的節拍在
及
之間貫穿整首歌的大部分，歌曲結尾使用複拍子
。這首館管弦樂歌曲最初是由韋伯創作的原聲旋律。2018年12月在韋伯的倫敦工作室進行排練時，他在鋼琴上彈奏了旋律，斯威夫特立即開始即興創作歌詞。根據韋伯的說法，他們兩個「幾乎在一個下午就寫了90％的內容」。他描述他與斯威夫特的合作是「一種喜悅」，這是「他50年職業生涯中最出色的合作之一」，斯威夫特創作的歌詞非常聰明，他的表現讓這首歌非常感動及是他共同創作的作品中最好的。貓 電影的導演及這首歌的共同製作人湯姆‧霍伯讚揚斯威夫特創作的歌詞具有「非凡的美感」，並稱讚斯威夫特「對我們將要與這部電影一起做什麼的深刻理解」。

## 獎項
| 年份 | 組織     | 獎項                 | 成績 | 參考   |
| ---- | -------- | -------------------- | ---- | ------ |
| 2020 | 金球獎   | 最佳原創歌曲         | 提名 | [ 11 ] |
| 2021 | 格莱美奖 | 最佳創作影視媒體歌曲 | 提名 | [ 12 ] |

## 榜單
| 各國音樂榜單 (2019)                       | 最高名次 |
| ----------------------------------------- | -------- |
| 澳大利亞數位下載歌曲榜 (ARIA)             | 22       |
| 希臘數位下載歌曲榜 (Billboard)            | 5        |
| 匈牙利（四十強單曲榜）                    | 26       |
| 紐西蘭熱門單曲榜 (RMNZ)                   | 36       |
| 蘇格蘭（官方榜单公司單曲榜）              | 44       |
| 美國（《告示牌》Billboard Digital Songs） | 14       |

## 發行歷史
| 國家 | 日期           | 格式              | 唱片公司 | 參考   |
| ---- | -------------- | ----------------- | -------- | ------ |
| 全球 | 2019年11月15日 | 數位下載 串流媒體 | 環球音樂 | [ 19 ] |
| 英國 | 2019年11月30日 | 成人當代電台      | 環球音樂 | [ 20 ] |